# Klezmer
Klezmer var egentlig betegnelsen for jødiske instrumenter og senere musikere, men er i løbet af de sidste 100 år blevet til en musikalsk genre-betegnelse. Klezmermusik er traditionel jødisk folkemusik specielt dansemusik som bruges til bryllupper og andre fester. Musikken stammer primært fra de chassidiske jøder i Øst-Europa, der i starten af 1900-tallet immigrerede til Amerika og tog sin folkemusik med sig dit. Den store østrigske orkesterdirigent og komponist Gustav Mahler (1860-1911), som var af jødisk oprindelse, efterligner af og til i sine værker klezmerens klang, fx i 3. satsen af hans 1. symfoni, den samme satsen som gør brug af en moludgave af sangen Mester Jakob (Frère Jacques).
I Danmark tog blandt andet Channe Nussbaum & Spielniks, samt Klezmerduo udgangspunkt i traditionel klezmermusik, mens  klezmerbanden Mames Babegenush fra et traditionelt og instrumentalt udgangspunkt skaber musik med påvirkninger fra jazz, klassisk musik og den nordiske folkemusik.
- Wikimedia Commons har flere filer relateret til Klezmer

| Musik | Spire Denne musikartikel er en spire som bør udbygges. Du er velkommen til at hjælpe Wikipedia ved at udvide den. |